# Chiesa di San Francesco d'Assisi (Enna)
La chiesa di San Francesco d'Assisi è un edificio religioso situato nella piazza Vittorio Emanuele II a Enna.

## Storia
La chiesa è stata costruita nel Trecento.

## Descrizione
Sono presenti pitture del pittore fiammingo Simone de Wobreck (Adorazione dei Magi) e di Francesco Ciotti da Resuttano (Natività e Assunzione al cielo di Maria, Perdono d'Assisi), 1706. Francesco Ciotti fu il padre della pittrice Rosa Ciotti (autrice del piano regolatore di Villarosa).

## Galleria d'immagini

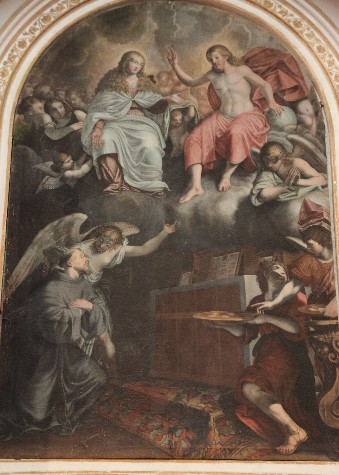
Perdono d'Assisi
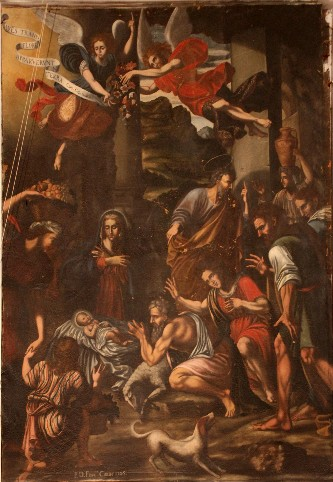
Natività ed adorazione dei pastori.